# Sebastián de Ocampo
Sebastián de Ocampo (* 15. Jahrhundert; † 16. Jahrhundert) war ein spanischer Entdecker.  Er war der erste Seefahrer, der die Insel Kuba im Jahre 1508 vollständig umschiffte. Unter dem Befehl des Gouverneurs von Hispaniola segelte Ocampo entlang der nördlichen Küste Kubas, um das Westkap San Antonio. Die Reise dauerte wegen des Golfstromes acht Monate. Europäer hatten Kuba schon oft besucht, bevor Ocampo seine Reise unternahm. Doch erst seine Umschiffung bestätigte, dass dieses Land tatsächlich von Wasser umgeben und somit eine Insel und keine Halbinsel des damals noch dafür gehaltenen chinesischen oder indischen Festlandes war. Mit dieser Nachricht kehrte Ocampo nach Hispaniola zurück. Durch seine Berichte konnten die Karten von Christoph Columbus ergänzt und verbessert werden. 